# Corpuscularia
Corpuscularia es un género con 15 especies de plantas suculentas perteneciente a la familia Aizoaceae.

## Taxonomía
Corpuscularia fue descrito por el arqueólogo, historiador y botánico alemán, Martin Heinrich Gustav Schwantes, y publicado en Zeitschrift für Sukkulentenkunde. Berlin 2: 185 en el año 1926. La especie tipo es: Corpuscularia lehmannii (Eckl. & Zeyher) Schwantes (Mesembryanthemum lehmannii Eckl. & Zeyher) ; Lectotypus [Schwantes, in Z. Sukkulentenk. 3: 105 (1927)]

## Especies
- Corpuscularia angustifolia (L.Bolus) H.E.K.Hartmann
- Corpuscularia angustipetala (Lavis) H.E.K.Hartmann
- Corpuscularia appressa (L.Bolus) H.E.K.Hartmann
- Corpuscularia britteniae (L.Bolus) H.E.K.Hartmann
- Corpuscularia buchubergensis Graessn.
- Corpuscularia cymbiformis Schwantes
- Corpuscularia dolomitica Schwantes
- Corpuscularia gracilis H.E.K.Hartmann
- Corpuscularia lehmannii Schwantes
- Corpuscularia manifesta Graessn.
- Corpuscularia mollis Schwantes
- Corpuscularia perdiantha Tisch.
- Corpuscularia quarzitica Schwantes
- Corpuscularia taylorii Schwantes
- Corpuscularia thunbergii Schwantes